# 군단 (일본사)
군단(일본어: 軍団 군단[*])은 7세기 말에서 11세기까지 존재했던 일본의 군사 제도이다. 당나라식 율령제에 따른 일종의 부병제(병농일치 징병제)로서, 각 율령국마다 천여 명의 군단병이 배치되었다. 각 군단은 소재지 이름에 "군단" 또는 "단"을 붙여서 "XX군단" 또는 "XX단" 식으로 불렀다. 국가가 인민을 병사로 지명・징병하여 민정기구인 군(郡)과는 별도의 조직으로서 편성되었다. 처음에는 전국에 배치되었으나 점차 변방과 요지를 제외하면 일시적으로 배치가 중단되다가 826년 동북 변경지대를 제외하면 모두 폐지되었다.

## 군단의 성립
군단은 다이호 원년(701년) 제정된 다이호 율령에 규정되어 있다. 하지만 언제 성립되었는지 직접 적혀 있는 사료는 없다. 7세기 중반까지 일본의 군대는 중앙과 지방의 호족들이 종자들이나 예하 인민들을 무장해서 편성했다. 이를 역사학계에서는 국조군이라고 한다. 국조군과 비교해서 군단의 특징은 군인을 국가가 징병했다는 것과, 군사조직을 지방 민정기구와 분리했다는 점 두 가지다. 늦게 보는 설로는 다이호 율령이 반포되면서 군단도 설치되었다는 설, 좀 더 빨리 보는 설에서는 지토 천황 3년(689년)의 아스카키요미하라령으로 설치되었다는 설이 있다.
군인을 국가가 징병하기 위해서는 개별 주민을 추적하는 호적을 작성하여 그 호적을 바탕으로 해당자의 군복무 적합성을 결정해야 한다. 그러기 위해서는 호적으로 인민 개개인을 파악할 수 있는 체제가 만들어져야 한다. 일본에서 호적제도는 텐지 천황 9년(670년)의 경오년적으로 시작되었기에 이 즈음도 유력한 후보다. 그러나 경오년적은 불충분하다고 보고 지토 천황 5년(690년)의 경인년적으로 보는 설도 있다.
국가에 징병된 병사는 군단에 편성될 수도 있지만, 평(評: 이후의 군郡) 단위로 부대를 이루어 평의 역인(役人)의 통솔을 받았을지도 모른다. 그러한 것을 다이호 이후 시대의 군단과 같은 것으로 보는 것은 무리이고,  평제군 또는 평조군이라고 불러야 할 것이다. 군단 성립의 또다른 기준으로 지휘관인 군의(軍毅)의 성립과 평의 참여 기준 유무가 주목되는 이유다. 군대지휘용구와 대형무기를 사가에 둔 군가(郡家; 실상 평의 역소)에게 내놓을 것을 명한 텐무 천황 14년(685년) 11월 4일의 조서는, 이 시기에 군사지휘권이 평에게 있었음을 추정게 하는 유력한 증거다. 그래서 종합적으로 아스카키요미하라령과 다이호 율령이 유력 후보로 좁혀진다.

## 군단병 징병
요로 율령의 군방령(軍防令)에서는 장정(연령 21-60세의 건강한 남자) 세 명당 한 명 꼴로 군인으로 징발한다고 했다. 이 규정이 그대로 지켜졌다면 국가 장정 인구의 3분의 1이 상비군인 군단에 복무하게 되지만, 실제 징병 비율은 이보다는 적었을 것으로 보이고, 1호(戶)당 1인이 실정이 아니었을지 추측된다. 병사의 식량과 무기는 자급했고, 평시에는 교대로 군단에 당직하며 훈련을 받고 경비를 수행했다. 또한 병사 중에서 선정하여 위사부와 위문부에 근무하는 위사가 되거나, 동국의 군단에서는 방인(防人)과 진병(鎮兵)으로서 규슈지방이나 동북지방으로 출정하는 자도 많았다. 그래서 임무 수행 중 사망하거나 탈영하는 위사도 적지 않았다. 이즈모국의 「계회장」에 따르면, 덴표 6년(734년) 한 해에만 이즈모국에서 세 차례 교체요원이 전송되었다.
율령제에서 "병사(兵士)"라 함은 군단병만을 가리키는 말로, 기타 전투조직의 졸병들은 고유의 명칭이 따로 존재한다.

## 규모와 지휘계통
평시의 군단은 국사 밑에 두었다. 표준 군단의 정원은 1,000 명이지만, 이후 병력축소로 인해 작은 국에서는 작아지거나 아예 폐지되기도 했다. 작아진 군단은 백 명 단위로 적당한 크기로 편성된 것 같다. 기록에 보이는 1개 군단의 병력수는 적게는 200명, 많게는 수천 명이다. 무츠국 같은 곳에서는 시대에 따라 10,000 명 6개 군단, 또는 8,000 명 7개 군단 하는 식으로 1개 군단의 병력이 표준 정원 1,000 명을 넘는 경우도 있었다.
군단의 지휘를 담당하는 것은 군의(軍毅)이며, 대의(大毅), 소의(小毅), 주장(主帳)이 있고 그 아래에 교위(校尉), 여수(旅帥), 대정(隊正)이 있어 병사들을 통솔했다.
군단은 규모에 따라 이렇게 나뉘었다.
- 대단(大団): 병력 1,000 명. 대의 1명과 소의 2명이 이끌었다.
- 중단(中団): 병력 600 명 이상. 대의 1명과 소의 1명이 이끌었다.
- 소단(小団): 병력 500 명 이하. 군의 1명이 이끌었다.

500명 이상 600명 이하에 대한 규정이 없는 것 같지만, 100명 단위로 불연속적으로 끊기 때문에 상관 없다.
군의 이하 지휘계통과 편제는 다음과 같이 된다.
- 교위(校尉): 200명을 이끈다. 이백장(二百長)이라고도 했다.
- 여수(旅帥): 100명을 이끈다. 백장(百長)이라고도 했다.
- 대정(隊正): 50명으로 구성된 1개 대(隊)를 이끌었다. 대장(隊長)이라고도 했다.
- 화장(火長): 10명으로 구성된 1개 화(火)를 이끌었다. "화"는 병사의 생활, 행동, 보급의 단위로, 한 번 불을 피워 10인분 식사를 만드는 것에서 유래했다.
- 오장(伍長): 5명으로 구성된 1개 오(伍)를 이끌었다. 다만 오장은 명확한 규정이 발굴된 기록상에 보이지 않기 때문에 존재를 의심하는 사람도 있다.
- 주장(主帳): 사무를 취급했다.

그래서 대의 - 소의 - 교위 - 여수 - 대정 - 화장 - (오장) 순서로 지휘관 보직이 구성된다.

## 장비
- 개인장비 (자급)

활 1개, 활시위 자루 1개, 예비 활시위 2개, 화살 50개, 화살통 1개, 태도 1개, 소도 1개, 숫돌 1개, 린립(골풀 삿갓) 1개, 밥자루 1개, 수통 1개, 소금자루 1개, 각반 1개, 혜(鞋, 신울이 낮은 신발) 1개.
- 개인장비 (관급이나 소정의 수량을 자급하여 군단고에 납입하기에 실상 자급)

마른 밥 6말, 소금 2되.
- 화별장비 (자급)

막(幕) 1개, 가마(釜) 2개, 괭이 1개, 초예구(풀 베는 연장) 1개, 도끼 1개, 손도끼 1개, 끌 1개, 낫 2개, 쇠젓가락 1벌.
- 화별장비 (관급)

짐말 6마리.
- 대별장비 (자급)

부싯돌 1개, 점화용 약쑥 1개, 손도끼 1개.
- 단별장비 (관급)

북 2개, 대각(큰 뿔나팔) 2개, 소각(작은 뿔나팔) 4개, 쇠뇌 약간.
북, 뿔나팔, 쇠뇌는 군단 소유만 허용된 물품이었기 때문에 일반에서 소유하는 것은 금지되었다. 쇠뇌는 체격과 완력이 좋은 사람이 각 대마다 2명씩 선발되어 쇠뇌수로 교육을 받았다.
갑주는 군단 장비로 포함되어 있지 않았다. 제작에 높은 비용과 기술이 필요했기 때문에 당시에는 생산량이 너무 적어서 표준장비가 될 수 없었다. 대규모 동정(東征)이 조직될 경우에는 지휘관의 요청에 따라 별도 지급되었지만, 상비 경비병력 성격이 강한 군단에게 갑주가 지급된 예는 많지 않다.

## 배치
군단은 한 국에 최소 하나씩은 배치되었고, 큰 국에는 여러 군단이 배치되었다. 군단의 지휘계통은 군(郡) 이하의 지방조직에 대응했고, 지휘관인 대의와 소의는 군사층에서 선정되었다. 복수의 군단이 배치될 경우 여러 개 군(郡)당 하나 꼴의 비율로 군단이 존재했고, 1개 군단은 국부가 소재하는 군가(郡家) 근처에, 다른 군단들도 다른 군가 근처에 주둔하여 훈련했다.
이하 3국은 배치된 모든 군단과 주둔 지역이 밝혀져 있다.
- 무츠국: 타마츠쿠리단, 시라카와단, 나토리단, 나메카타단, 아사카단, 오다단, 이와키단
- 데와국: 데와단
- 이즈모국: 오우단, 구마가야단, 진몬단

아래 국들은 일부 군단만 밝혀져 있다.
- 사가미국: 요료단, 오스미단
- 스루가국: 아베단
- 오미국: 시가단, 쿠리타단
- 사도국: 사와타단
- 야마토국: 타카이치단, 소에카미단
- 에치젠국: 뉴우단
- 아키국: 사이키단
- 다지마국: 케타단
- 나가토국: 토요우라단
- 지쿠젠국: 온가단, 미카사단
- 히젠국: 키이단
- 히고국: 마시키단

또한 군단의 병력이 밝혀져 있는 예는 다음과 같다. 괄호 안은 고닌 4년(813년) 8월 9일 감원 이후 병력.
- 지쿠젠국 4개 군단 병사 4000명 (2000명)
- 지쿠고국 3개 군단 병사 3000명 (1500명)
- 부젠국 2개 군단 병사 2000명 (1000명)
- 분고국 2개 군단 병사 1600명 (1000명)
- 히젠국 3개 군단 병사 2500명 (1500명)
- 히고국 4개 군단 병사 4000명 (2000명)

## 참고 자료
- 小島憲之・直木孝次郎・西宮一民・蔵中進・毛利正守『日本書紀』3（新編日本古典文学全集4）、小学館、1998年、ISBN 4-09-658004-X。
- 青木和夫『古代豪族』、講談社、2007年 ISBN 4061598112（初版は小学館、1974年 ISBN 4096210056）
- 松本政春『奈良時代軍事制度の研究』、塙書房、2003年 ISBN 482731179X
- 鈴木拓也『古代東北の支配構造』、吉川弘文館、1998年 ISBN 4642023232
- 野田嶺夫『律令国家の軍事制』、吉川弘文館、1984年、ISBN 4-642-02155-8。
- 橋本裕「軍毅についての一考察」、『律令軍団制の研究』（増補版）、吉川弘文館、1990年（初版は1982年発行）、ISBN 4-642-02244-9 に所収。論文初出は『ヒストリア』62号、1973年5月。
- 山内邦夫「律令制軍団の成立について」、『律令国家』（論集日本の歴史2）、有精堂、1973年。